# Nina (jezero u Ohiu)
Jezero Nina (eng. Nina Lake) je vodeni rezervoar, jedno od 34 ribarska jezera u okrugu Hamilton na krajnjem jugozapadu Ohia.

## Opis
Jezero Nina smješteno je Cincinatiju na nadmorskoj visini od 253 m. Dugo je 130 metara i široko do 50 metara.
Istoimeno jezero nalazi se i kod indijanskog rezervata Tulalip u Washingtonu, i drugo u Kanadi u provinciji Britanska Kolumbija.